# Laidlaw (Krimi-Figur)

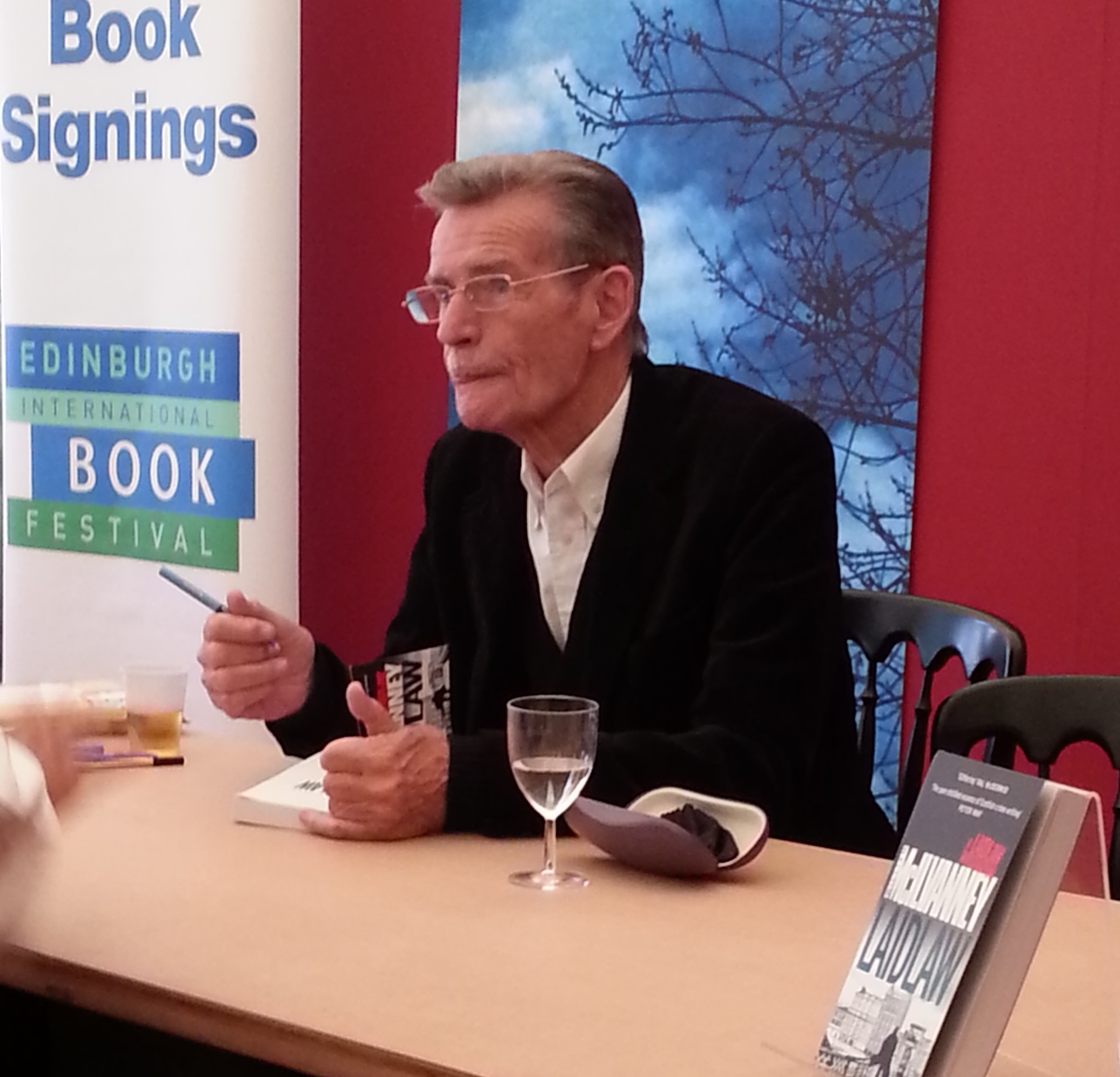
William McIlvanney (2013)

Laidlaw ist eine vom schottischen Schriftsteller William McIlvanney geschaffene Kunstfigur und Protagonist einer vierteiligen Krimi-Reihe sowie der Titel des 1977 in London erschienenen ersten Bandes dieser Reihe. Der zweite Laidlaw-Roman The Papers of Tony Veitch erschien 1983, der dritte Strange Loyalties 1991. Der vierte Roman The Dark Remains erschien 2021 in der Bearbeitung von Ian Rankin. Alle Romane wurden in deutscher Übersetzung publiziert.
Der exzentrische Jack Laidlaw ermittelt als Kriminalpolizist in einem düster gezeichneten Glasgow des vorigen Jahrhunderts. Der Verfasser der Romane wird als führender Vertreter eines „Tartan noir“ bezeichnet und mit Raymond Chandler verglichen.

## Publikationsgeschichte
Der erste Band (Originaltitel: Laidlaw) erschien in der Übersetzung von Ute Tanner als Im Grunde ein ganz armer Hund 1979 als Rowohlt-Taschenbuch in deutscher Sprache. Weitere Übersetzungen kamen im 20. Jahrhundert nicht heraus. McIlvanneys Trilogie war auch im englischen Original nur noch antiquarisch erhältlich, bis der schottische Verlag Canongate die Romane 2013 wieder auflegte. Auf diesen Edinburgher Ausgaben beruhen die Übersetzungen von Conny Lösch, die im Verlag Antje Kunstmann erschienen: Übernahme des Originaltitels Laidlaw (2014), Die Suche nach Tony Veitch sowie Fremde Treue (2015). Nach dem Tod McIlvanneys im Jahr 2015 wurde ein im Nachlass vorliegendes Manuskript um die Figur Laidlaw vom McIlvanney-Bewunderer Ian Rankin fertig gestellt. Die vierte Laidlaw-Folge erschien 2021 unter dem Titel The Dark Remains und ein Jahr darauf, wieder von Lösch übersetzt als Das Dunkle bleibt bei Kunstmann.

## Protagonist, Schauplatz, Ermittlungen
Detective Inspector Jack Laidlaw ist fast vierzig und eher groß gewachsen. Sein Partner ist Detective Constable Brian Harkness. Laidlaw und seine Ehefrau Ena leben nebeneinanderher, sie haben zwei gemeinsame Kinder. Er, auch unter den Kollegen der Polizei Außenseiter, ist ein Getriebener, „den seine ramponierte Ehe nicht zu Hause und eine Abneigung gegen häusliche Geselligkeit nicht bei Freunden lassen.“ Er ist ein gewalttätiger Mensch, der Gewalt verabscheut, ein untreuer Verfechter der Treue, ein umtriebiger Mann, der sich danach sehnt, verstanden zu werden. Dort, „wo andere Ermittler ihren Schnaps unterbringen, in der Schreibtischschublade, liegen bei ihm Kierkegaard, Camus und Unamuno.“
Laidlow und Harkness ermitteln in einem Glasgow der 1970er und 1980er Jahre, das von rivalisierenden Banden kontrolliert wird. In der ersten Ermittlung (Laidlaw) geht es um einen Wettlauf mit der Zeit, der nach dem Fund der Leiche einer jungen Frau im Kelvingrove Park beginnt. „Denn in dieser Stadt voll harter Männer, mächtiger Gangster und skrupelloser Geschäftemacher ist nicht nur der charismatische Detective auf der Suche nach dem Mörder. Hier will sich keiner die Geschäfte verderben lassen, hier haben die Gangster einen eigenen Begriff von Moral.“ Und der Vater der Ermordeten sinnt auf Rache. Laidlaw muss den Mörder zuerst finden muss, wenn er einen weiteren Mord zu verhindern.
Im zweiten Fall (Die Suche nach Tony Veitch) wird Laidlaw an das Sterbebett eines vagabundierenden Trunkenboldes, Eck Adamson, gerufen. Eck hatte immer wieder kleine Spitzeldienste für ihn übernommen. In seinen letzten kryptischen Worten entdeckt der Inspector einen Hinweis auf den Mord an einem Gangster und das Verschwinden eines Studenten.„Mit der ihm eigenen Dickköpfigkeit kämpft sich Laidlaw durch das Geflecht an Korruption und Gewalt, das Glasgow von ganz oben bis ganz unten durchzieht.“
Der dritte Roman (Fremde Treue) handelt vom Tod Scott Laidlaws. Vom tragischen Autounfall seines Bruders erschüttert macht er sich in die schottische Provinz auf, um zu ermitteln, was wirklich geschah. Während er versucht, die letzten unglücklichen Tage seines Bruders zu rekonstruieren, wird ihm deutlich, „dass die Abgründe hinter der dörflichen Fassade mindestens ebenso tief sind wie in der Glasgower Unterwelt und in seiner Vergangenheit, in die ihn seine Recherchen unweigerlich zurückführen.“
Im vierten Laidlaw-Roman, dem von Ian Rankin vollendete Manuskript aus McIlvanneys Nachlass (Das Dunkle bleibt), geht es um den Mord an einem bekannten Anwalt der Glasgower Unterwelt. Der hatte offensichtlich für die falschen Leute gearbeitet. Als seine Leiche in einer Gasse hinter einem Pub gefunden wird, das unter dem Schutz eines lokalen Gangsterbosses steht, gerät das fragile Gleichgewicht, das Glasgow in den Monaten zuvor zu einer relativ sicheren Stadt gemacht hatte, ins Wanken. Außer einer verzweifelten Familie und einer ganzen Reihe mächtiger Freunde hinterlässt der Anwalt auch viele Feinde. Für seinen Chef ist klar, dass hinter dem Mord rivalisierende Gangs stecken. Für Laidlaw nicht. Er muss den Mörder finden, bevor es zwischen den Gangs zum Krieg kommt, „sonst explodiert die Stadt.“

## Deutschsprachige Rezeption
McIlvanney wird von Rezensenten als Krimi-Autor häufig als führender Vertreter des „Tartan noir“ bezeichnet. Das findet Bernd Graff (Süddeutsche Zeitung) passend. „Tartan“ sei der Begriff für schottische Webmuster (Schottenkaros) und „noir“ sei an „Film noir“, den schwarzen Film, angelehnt. McIlvanney schaffe es die Düsternis und Tristesse eines Hardboiled-Glasgow der Siebzigerjahre voller Verlorener und aufgegebener Seelen zu schildern. Und gleichzeitig finde er eine Sprache dafür, „die frisch und regenbogenhell erzählt, als ginge es dem Autor darum, eine urbane Hinterhof-Düsternis mit leuchtenden Balkongeranien aufzuheitern.“
Sylvia Staude (Frankfurter Rundschau) dagegen meint, der Begriff „Tartan noir“ locke auf eine falsche Regionalkrimi-Fährte. Er sei ein „writer’s writer“, so unterschiedliche schottische Krimiautoren wie Ian Rankin, Denise Mina, Val McDermid beriefen sich vehement auf ihn. Treffender als „Tartan noir“ sei die Aussage der Canongate-Verlegerin Francis Bickmore: „Raymond Chandler trifft Albert Camus“. Auch andere Rezensenten vergleichen McIlvanney mit Raymond Chandler.
Für Elmar Krekeler (Die Welt) sind McIlvanneys Krimis „Gesellschaftsporträts auf höchstem literarischen Niveau.“ Manchmal merke man ihnen die Anstrengung an, die es ihren Autor gekostet hat, sie dazu zu machen. Dann lese man dann Sätze wie: „Der Mann ging raus, zog eine Nachhut aus sinnlosem Gebrumme hinter sich her, mit der er seiner Selbstachtung auf ihrem Rückzug Deckung gab.“ Die Laidlaw Trilogie sei eine des Übermaßes, nicht des vergossenen Blutes, nicht nur der gesellschaftlichen Scharfsicht. Sondern der schriftstellerischen Brillanz, die sich irgendwann scheinbar nur noch selbst toll finde. Und dann nur noch in sich selbst kreise. Krekeler zitiert als weiteres Beispiel: „Eigentlich hätte dies ein Samstag sein sollen, aber Harkness kam der Tag ganz anders vor. Eher wie der achte Tag einer entstellten Welt, ein einunddreißigster Juni. Er passte nicht. Vielleicht war auf dem Mond eine Sicherung durchgebrannt.“

## Ausgaben

### Laidlaw
- William McIlvanney: Laidlaw. Hodder and Stoughton, London 1977, ISBN 0-340-20727-2.
  - William McIlvanney: Im Grunde ein ganz armer Hund. Übersetzt von Ute Tanner, rororo, Reinbek 1979, ISBN 3-499-42486-X.
  - William McIlvanney: Laidlaw. Übersetzt von Ute Tanner, DuMont, Köln 1999, ISBN 3-7701-5020-1.
- William McIlvanney: Laidlaw. Canongate, Edinburgh 2013, ISBN 978-0-85786-997-5.
  - William McIlvanney: Laidlaw. Übersetzt von Conny Lösch, Kunstmann Verlag, München 2014, ISBN 978-3-88897-967-5.
  - William McIlvanney: Laidlaw. Übersetzt von Conny Lösch, mit einem Vorwort von Tobias Gohlis, Büchergilde Gutenberg, Frankfurt am Main/Wien/Zürich 2015, Lizenzausgabe des Verlage Kunstmann, ISBN 978-3-7632-6790-3.
  - William McIlvanney: Laidlaw. Übersetzt von Conny Lösch, Taschenbuchausgabe, btb, München 2017, ISBN 978-3-442-71493-3.

### Die Suche nach Tony Veitch
- William McIlvanney: The Papers of Tony Veitch. Hodder and Stoughton, London 1983, ISBN 0-340-22907-1.
- William McIlvanney: The Papers of Tony Veitch. Canongate, Edinburgh 2013, ISBN 978-0-85786-998-2.
  - William McIlvanney: Die Suche nach Tony Veitch. Übersetzt von Conny Lösch, Kunstmann Verlag, München 2015, ISBN 978-3-95614-022-8.

### Fremde Treue
- William McIlvanney: Strange Loyalties. Hodder and Stoughton, London 1991, ISBN 0-340-53378-1.
- William McIlvanney: Strange Loyalties. Canongate, Edinburgh 2013, ISBN 978-0-85786-993-7.
  - William McIlvanney: Fremde Treue. Übersetzt von Conny Lösch, Kunstmann Verlag, München 2015, ISBN 978-3-95614-023-5.

### Das Dunkle bleibt
- William McIlvanney, Ian Rankin: The Dark Remains. Canongate, Edinburgh 2021, ISBN 978-1-83885-410-2.
  - William McIlvanney, Ian Rankin: Das Dunkle bleibt. Übersetzt von Conny Lösch, Kunstmann Verlag, München 2022, ISBN 978-3-95614-508-7.